# 三滝堂インターチェンジ
三滝堂インターチェンジ（みたきどうインターチェンジ）は、宮城県登米市にある三陸沿岸道路（登米志津川道路）のインターチェンジ（地域活性化インターチェンジ）である。

## 概要
当施設の建設計画は当初存在しなかったが、民間事業者等が設置する利便施設等と高速道路の直結を目的として、高速道路利用者の利便の増進を図る取り組みを進めていた国土交通省が登米PA（仮称）としてパーキングエリアの設置を計画。それに登米市が地域活性化の施設の連結を申請することでインターチェンジ併設型に変更となり、最終的に地域活性化施設はパーキングエリアの建設予定地に道の駅三滝堂として整備されることとなった。インターチェンジおよび国道398号とインターチェンジとのアクセス道「市道三滝堂インター線」が、先行する形で2016年（平成28年）4月16日に開通し、道の駅は2017年（平成29年）4月1日に開業した。

## 歴史
- 2015年（平成27年）8月5日 : IC設置許可[4]。
- 2016年（平成28年）
  - 3月2日 : 名称を登米PAインターチェンジ（仮称）から「三滝堂インターチェンジ」に正式決定[5]。
  - 4月16日 : 登米東和IC - 三滝堂IC間開通に伴い供用開始[6]。
  - 10月30日 : 三滝堂IC - 志津川IC間開通[7][8]。
- 2017年（平成29年）4月1日 : 道の駅三滝堂が開業[9]。

## 道路

### 本線
- E45 三陸沿岸道路（登米志津川道路・16-1番）

### 接続している道路
直接接続
- 登米市道三滝堂インター線[10]

間接接続
- 国道398号

## 料金所
無料区間のためなし。

## 周辺
- 道の駅三滝堂

## 隣
E45 三陸沿岸道路
(15) 登米IC - (16) 登米東和IC - (16-1) 三滝堂IC - (17) 志津川IC
※登米東和ICは仙台方面のみのハーフインターチェンジであるため、当インターとの往来はできない。